# Kamionka Bużańska
Kamionka Bużańska, Kamionka Strumiłowa (ukr. Кам'янка-Бузька, Kamjanka-Buźka) – miasto na Ukrainie, w rejonie lwowskim, w obwodzie lwowskim. Przed 17 lipca 2020 roku siedziba rejonu kamioneckiego.
Miasto królewskie Kamionka Strumiłowska lokowane w 1448 roku położone było w XVI wieku w województwie ruskim. Wchodziło w skład starostwa kamionackiego w XVIII wieku, położone w ziemi lwowskiej.
W mieście  rozwinął się przemysł drzewny, odzieżowy oraz lniarski.

## Historia

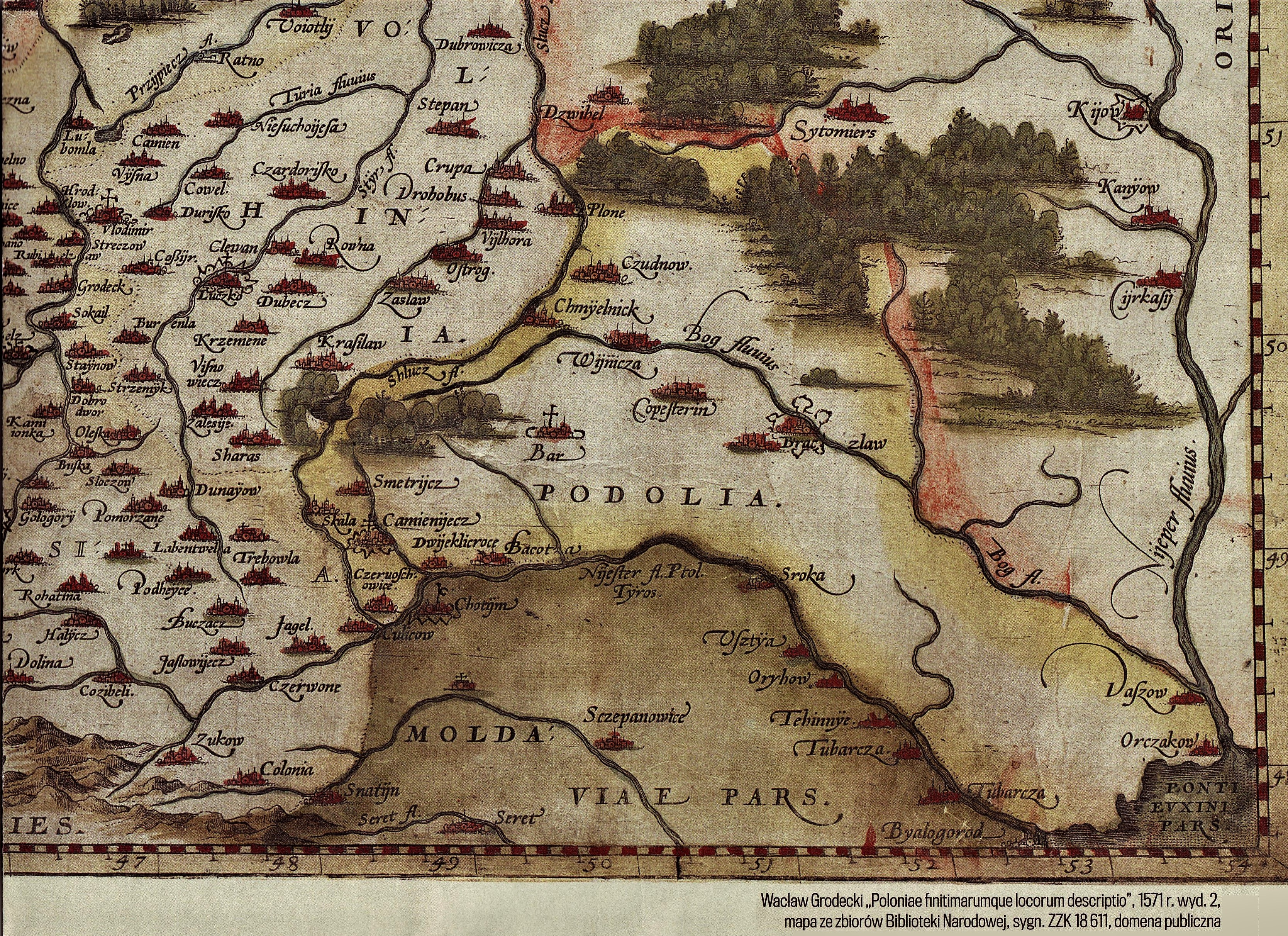
Miasto na mapie Wacława Grodeckiego (środek lewej krawędzi), Poloniae finitimarumgue locarum descriptio

- Pierwotnie miasto znane pod nazwą Dymoszyn.
- W drugiej połowie XV wieku własność Jerzego Strumiłły (zm. 1485), który 26 września 1471 ufundował kościół[6] i wystarał się o nadanie miejscowości praw miejskich na warunkach prawa magdeburskiego.
- 1454 – pierwsza znana data pojawienia się Żydów w Kamionce Strumiłowiej[7].
- Od 1578 mieścił się w Kamionce Strumiłowej skład soli.
- W 1619 polski pisarz Jakub Gawath napisał w miejscowości dramat „Tragaedia, albo Wizerunk śmierci przeświątego Jana Chrzciciela”.
- W XVII wieku istniał dwór obronny należący do Szamotulskich, a potem Orzechowskich[8]. Miasto i dwór spalili Kozacy w 1649 roku[8].
- Do I rozbioru Polski miejscowość była miastem królewskim i starostwem niegrodowym.
- Po I rozbiorze Polski od 1772 do 1918 Kamionka Strumiłowa była miastem powiatowym w Królestwie Galicji i Lodomerii pod zaborem austriackim.
- W 1787 przeszła na własność rodziny Cetnerów z rąk władz austriackich, które przekazały jej prawa do miasta jako ekwiwalent skonfiskowanego majątku Nadwórna koło Stanisławowa.
- W XVIII w. własność rodziny Mierów, która ok. 1860 wybudowała w Kamionce pałac. Budynek przed likwidacją jednostki wojskowej mieścił jej biura, obecnie opuszczony. Dziedzicem majątku był hr. Karol Mier (zm. 1885)[9]. Pod koniec XIX wieku właścicielką majątku była jego żona hr. Helena Mierowa[10], od której w październiku 1894 nabyli Kamionkę hr. Andrzej Potocki i Homolacs[11]. Do 1939 należała do rodziny Wisłockich.

Dawny polski herb Kamionki Strumiłowej

- W latach 1867–1918 siedziba powiatu kamioneckiego.
- 10–14 sierpnia 1920 – bitwa pod Kamionką Strumiłową.
- W latach 1920–1939 siedziba powiatu kamioneckiego w województwie tarnopolskim Polski międzywojennej.
- W latach 1929–1938 stacjonował tu 13 Dywizjon Artylerii Konnej z Kresowej Brygady Kawalerii.
- 20 października 1933 do Kamionki włączono gminy Krzywulanka i Podzamcze[12].
- 21 września 1939 – bitwa pod Kamionką Strumiłową.
- 1939-1941 – okupacja sowiecka.
- Na przełomie czerwca i lipca 1941, po rozpoczęciu niemieckiej inwazji na ZSRR, w miejscowym areszcie NKWD zamordowało od 20 do 32 więźniów[13][14].

- Pod koniec czerwca 1941 Ukraińcy zorganizowali trzydniowy pogrom, w trakcie którego zamordowano około 150 Żydów[15]. Zdaniem Kaia Struvego większość ofiar padła z rąk Niemców, być może z Waffen-SS[16].
- W latach 1941–1943 Niemcy zorganizowali w mieście getto dla 7 tys. Żydów, których systematycznie rozstrzeliwali lub wysyłali do obozów śmierci. Udział w mordach brał Ukraińska Policja Pomocnicza. W latach 1943–1945 Kamionka była schronieniem dla ludności z okolicznych wiosek przed atakami OUN-UPA. W tym czasie nacjonaliści ukraińscy w różnych okolicznościach zamordowali w mieście lub w jego pobliżu 24 Polaków[17].
- W 1944 roku dokonano zmiany nazwy z Kamionka Strumiłowa na Kamionka Bużańska.
- Utrata miasta przez Polskę w 1945[18].

## Zabytki
- zamek (nieistniejący)[19]
- okazały dwór wybudowany w połowie XIX w. istniał do 1939 r.[20]
- drewniana cerkiew św. Mikołaja zbudowana w 1667 r.
- neogotycki kościół Wniebowzięcia Najświętszej Marii Panny z 1911–1920, zbudowany wg projektu dr architekta Teodora Talowskiego, w 1929 r. konsekrowany, w czasach ZSRR zamknięty i zdewastowany, w 1989 r. oddany katolikom. W 1995 r. wprowadzono do kościoła starą kopię Pana Jezusa Milatyńskiego, pochodzącą z katedry lwowskiej. W 1996 r. świątynię ogłoszono sanktuarium Pana Jezusa Konającego z Milatyna. Posługę duszpasterską w parafii pełnią księża diecezjalni i siostry serafitki[21].
- ratusz

## Urodzeni i związani z Kamionką
- Jan Bryk – prehistoryk, burmistrz miasta w latach 30. XX wieku
- Stefan Grabiński – polski pisarz, dramaturg i eseista, ojciec polskiej literatury grozy, zwany polskim Poe
- Stanisław Łempicki – polski uczony, pisarz, profesor historii oświaty i szkolnictwa UL, przedstawiciel filozoficznej szkoły lwowsko-warszawskiej
- Kazimierz Makarski – ksiądz, duszpasterz w Kamionce w latach 1939–1946
- Jan Poznański – polski nauczyciel
- Wiesław Poznański – polski zootechnik, profesor
- Stefania Skwarczyńska – polska uczona, teoretyk i historyk literatury, teatrolog, prof. zw., dr honoris causa UŁ, córka M. Strzelbickiego
- Marian Strzelbicki – polski inżynier, ofiara zbrodni katyńskiej
- Mieczysław Strzelbicki – polski urzędnik, starosta, syn Mieczysława
- Fryderyk Tadanier – polski architekt
- Stanisław Mazur – chorąży piechoty wojska polskiego, ofiara zbrodni katyńskiej
- Wenanty Katarzyniec – Sługa Boży, franciszkanin

### Sprawiedliwi wśród Narodów Świata(Polacy ratujący Żydów w Kamionce)
- Janina Rękas (po mężu Pelc) - ukrywała 12 Żydów[22]

- Maria i Antoni Siembidowie - ukrywali Serkę Horszowską[23]
- Jadwiga Wałkow (po mężu Szejnbaum) - ukrywała Henryka i Felicję Singerów[24]

## Pobliskie miejscowości
- Brody
- Busk
- Kulików
- Mosty Wielkie
- Radziechów
- Żółkiew